# 南勢坑 (苗栗縣)
南勢坑，是臺灣苗栗縣苗栗市的一個傳統地域名稱，位於該市西部。相較於今日行政區，其範圍大致包括南勢里不含東部凸出部分、新英里、新川里。

## 歷史
台灣清治末期至日治初期，南勢坑地區為一街庄，稱為「南勢坑庄」，隸屬於苗栗一堡。該庄北與後壠底庄為鄰，東與西山庄、苗栗街、維祥庄為鄰，南邊為芎蕉灣庄、五湖庄，西邊為鴨母坑庄、二湖庄、十班坑庄。
1901年（日治明治三十四年）11月，全台廢縣廳改設二十廳，該庄隸屬於苗栗廳。1909年（明治四十二年）10月，合併二十廳為十二廳，該庄改隸屬於新竹廳。1920年（大正九年），廢十二廳改設五州二廳，該庄改制為「南勢坑」大字，隸屬於新竹州苗栗郡苗栗街。
戰後苗栗街改制為苗栗鎮，隸屬於新竹縣，大字亦改制為里。1950年桃、竹、苗分治，苗栗鎮改隸屬於苗栗縣。1981年12月，苗栗鎮因屬縣政府所在地升格為苗栗市。

## 聚落
本地區發展較早的聚落有園墩（圓墩）、羗母坑（薑麻坑）、甘園、蔴園坑、下南勢坑、上南勢坑、坪頂茶亭、貓閣社等，在日治期初期的官方地圖上已有記載。此外，本地區尚有泉水窩、楊屋、葉屋、大坪埔、鄭屋、四角坪、古炭窯、榕樹董、鄭家莊、大坑、康寧山莊、伯公坑、黃屋、龍岡社區、何屋、凱悅晴園、羊寮坑、邱屋、吉祥社區、天祥社區、林屋、張屋、賞翠山莊、南龍岡社區、梁屋、下林屋、上林屋、李屋、賴屋、八甲、大坪頂、坪頂西、欣欣社區、坪頂東、成昌社區、下朝陽、戊山園、新勝、豪龍社區、五湖口等聚落。

## 交通
台鐵山線大致以東北—西南走向轉縱向再轉東北—西南走向經過南勢坑地區東南部，境內最南端設有南勢車站，屬招呼站，僅停靠區間車；東部邊界外不遠處另有苗栗車站，屬一等站，停靠普悠瑪號、自強號部分班次及莒光號、區間車全部班次。由此等車站可前往台鐵沿線各地。
省道台6線（至公路、經國路六段）又稱「舊後汶公路」、「龍汶公路」，是後龍龍港至大湖溫泉口的幹道，大致以西北—東南走向轉西南西—東北東走向再轉西北—東南走向蜿蜒經過本地區北部邊界地帶。由該道路向西北可前往後壠底、十班坑、公司寮並止於省道台61線後龍交流道及縣道119號路口，向東南轉東北再轉東南作為東側外環道繞過苗栗市區可前往公館、獅潭、大湖等地。
省道台13線是香山內湖至豐原的幹道，其中尖山至豐原路段俗稱「尖豐公路」，大致以東北—西南走向經過本地區最南端。由該道路向東北轉北再轉東作為西側及北側外環道繞過苗栗市區可前往造橋、竹南後於香山內湖止於省道台1線路口，向西南可前往銅鑼、三義、豐原等地。
鄉道苗28線（三湖道）是東三湖至苗栗的道路，大致以橫向蜿蜒經過本地區中部。由該道路向西可前往楓樹林、西湖市區並止於市區北側的縣道119號路口，向東可前往苗栗市區並止於省道台13線路口。
鄉道苗28-1線（八甲道）是北坑至火燒坪的道路，其北側端點位於本地區西部邊界地帶的鄉道苗28線路口。由此向西南轉南大致沿邊界而行，其後回境內但仍離邊界不遠，經國立聯合大學八甲校區、八甲後，止於火燒坪東側的鄉道苗34-2線路口。
鄉道苗28-2線（電台道、伯公坑道）是北坑至伯公坑的道路，其南側端點位於本地區西部邊界地帶的鄉道苗28線路口。由此向北大致沿邊界而行，至盛隆牧場回到境內，經鄉道苗29-1線（羊寮坑道）後至邱文俊牧場轉東北，可前往伯公坑、大坑並止於鄉道苗29線路口。
鄉道苗29線（至公路、龍岡道）是後龍大橋至大坪頂的道路，也是主要沿本地區東部邊界而行的縱向道路，其南側端點位於本地區東南部大坪頂的省道台13線路口。由此向西北轉北不遠處即沿本地區東部邊界地帶而行，過龍岡後不遠處至公路路口轉東南出境，續行至文發路路口轉北可前往西山，至後龍溪南岸道路路口轉西北可前往後壠底並止於後龍大橋南側的省道台1線路口。
鄉道苗29-1線（羊寮坑道、麻園坑道）是羊寮坑至麻園坑的道路，前半段是本地區中部偏北的橫向道路，後半段是本地區西北部的縱向道路，其南側端點位於本地區東部凱悅晴園北側的鄉道苗29線路口。由此向西蜿蜒而行，過羊寮坑後轉西北大致沿本地區西部邊界而行，至麻園坑附近轉北回境內蜿蜒而行，至麻園坑口轉東大致沿本地區北部邊界而行，至圓墩橋西北側止於省道台6線路口。
鄉道苗34線是烏眉至苗栗看守所的道路，其東側端點位於本地區南端五湖口苗栗看守所南側省道台13線舊線路口。由此向西北出境後轉西可前往五湖、高埔、烏眉坑地區並止於上店縣道128號路口。
鄉道苗34-2線是東三湖至五湖的道路，其東南側端點位於五湖口鄉道苗34線路口。由此向北轉西北大致沿本地區西部邊界地帶而行，至八甲附近出境後可前往鴨母坑、西湖市區並止於市區東南側的縣道119號。

## 學校
- 國立聯合大學八甲校區
- 新英國小